# 1958 год в науке
В 1958 году были различные научные и технологические события, некоторые из которых представлены ниже.

## События
- 31 января — запущен первый американский искусственный спутник Земли «Эксплорер-1».
- 17 марта — запущен спутник Авангард-1.
- 1 июля — сформирован научный коллектив НИИПГ АН СССР.[1]
- 29 июля — создано Национальное управление по воздухоплаванию и исследованию космического пространства (НАСА).
- 8 октября — в Обнинске (СССР) запущена Обнинская метеорологическая мачта НИИПГ АН СССР.[1]
- 11 октября — с космодрома Байконур предпринята попытка пуска автоматической межпланетной станции «Е-1 и Е-2» в сторону Луны. Ракета-носитель «Восток-Л 8К72» потерпела аварию вскоре после старта и взорвалась (программа полёта предусматривала попадание станции в видимый диск Луны).
- 17 ноября — в Чикаго основана Американская ассоциация медицинских физиков[2].
- 14 декабря — третья советская антарктическая экспедиция достигла Южного полюса недоступности и основала там временную станцию «Полюс недоступности».
- После открытия и обследования в 1958 году выступ ледяного Берега Отса в Восточной Антарктиде был назван мыс Лунник в честь советской автоматической межпланетной станции «Луна-2»[3].
- Вышел первый выпуск научного журнала «Physics of Fluids».
- Международный астрономический союз учредил галактическую систему координат[4].

## Достижения человечества

### Открытия
В течение Международного Геофизического Года обнаружена магнитосфера Земли.
В феврале с помощью «Эксплорера-1» и «Эксплорера-3» исследовательской группой Джеймса ван Аллена были обнаружены окружающие планету радиационные пояса, образованные заряженными частицами солнечного ветра.

### Изобретения
- Джек Килби, сотрудник компании Texas Instruments, создаёт первую интегральную схему, состоящую из транзисторов и конденсаторов на одной полупроводниковой пластине.
- Джон МакКарти создаёт первую версию функционального языка программирования LISP.

### Новые виды животных
- Животные, описанные в 1958 году

## Награды
- Нобелевская премия
  - Физика — Павел Алексеевич Черенков, Илья Михайлович Франк и Игорь Евгеньевич Тамм — «За открытие и истолкование эффекта Черенкова».
  - Химия — Сенгер, Фредерик — «За установление структур белков, особенно инсулина».
  - Медицина и физиология — Джошуа Ледерберг — «За открытия, касающиеся генетической рекомбинации и организации генетического материала у бактерий»; Джордж Бидл, Эдуард Тейтем — «За открытия, касающиеся роли генов в специфических биохимических процессах»
- Филдсовская премия
  - Клаус Рот (Великобритания).
  - Рене Том (Франция).
- Премия имени В. Г. Белинского[5]
  - Ксения Дмитриевна Муратова, доктор филологических наук, старший научный сотрудник Пушкинского дома — за книгу «М. Горький в борьбе за развитие советской литературы».
  - Леонид Николаевич Новиченко, член-корреспондент АН УССР, секретарь Союза писателей СССР — за книгу «Поэзия и революция. Творчество П. Тычины в первые послеоктябрьские годы».

## Родились
- 23 января — Борис Аристархович Спасенников, советский и российский ученый, врач, доктор медицинских наук, юрист, доктор юридических наук, профессор (по кафедре психологии), автор междисциплинарных трудов по судебной психиатрии и клинической криминологии.
- 23 мая — Лукас Томмен[нем.], швейцарский антиковед.
- 21 октября — Андрей Константинович Гейм, советский, нидерландский и британский физик, лауреат Нобелевской премии по физике 2010 года (совместно с Константином Новосёловым), член Лондонского королевского общества, один из первооткрывателей графена.

## Скончались
- 12 января — Сергей Владимирович Орлов, советский астроном, член-корреспондент АН СССР.
- 16 апреля — Розалинд Франклин английский биофизик и учёный-рентгенограф, занималась изучением структуры ДНК.
- 21 июня – Михаил Роллер, румынский историк, академик.
- 14 августа — Фредерик Жолио-Кюри французский физик и общественный деятель.
- 27 августа — Эрнест Орландо Лоуренс американский физик, создатель первого циклотрона (1931).
- 12 декабря — Милутин Миланкович сербский гражданский инженер, климатолог и геофизик.
- 15 декабря — Вольфганг Эрнст Паули лауреат Нобелевской премии по физике за 1945 год.